# The Wheels of Chance
The Wheels of Chance er en britisk stumfilm fra 1922 af Harold M. Shaw.

## Medvirkende
- George K. Arthur som Hoopdriver
- Olwen Roose som Jessie Milton
- Gordon Parker som Bechamel
- Bertie Wright som  Briggs
- Mabel Archdale som Mrs. Milton
- Judd Green som Wickens